# Samoa américaines aux Jeux olympiques d'hiver de 2022
Les Samoa américaines participe aux Jeux olympiques d'hiver de 2022 à Pékin en Chine du 9 au 20 février 2022. Il s'agit de sa deuxième participation à des Jeux d'hiver après une première apparition aux jeux de Lillehammer où une équipe avait concouru en bobsleigh à deux.
Le skeletonneur Nathan Crumpton, porte-drapeau de la petite délégation, fait sensation dans la parade des nation en défilant torse nu dans une température glaciale.

## Résultats en skeleton

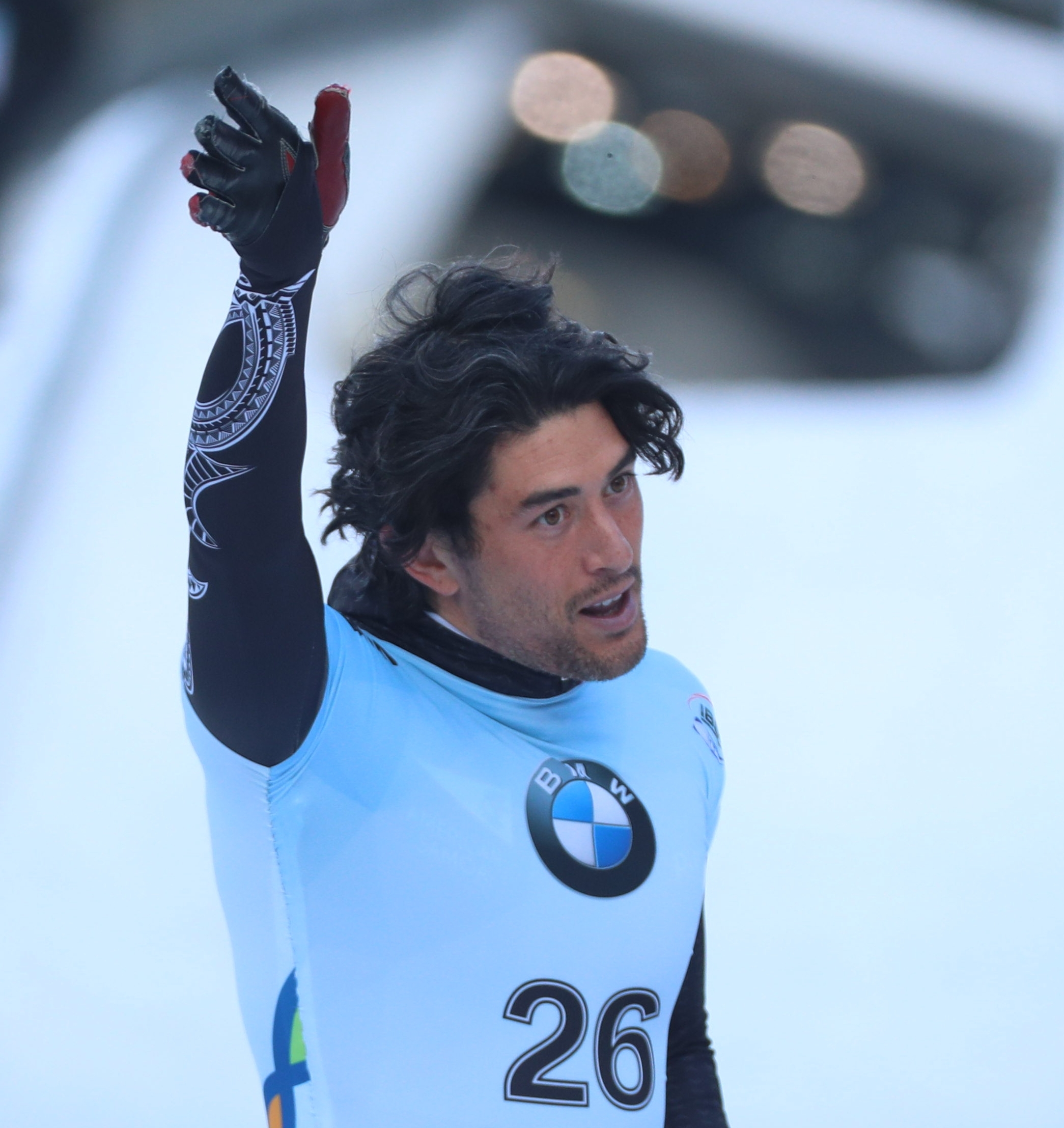
Nathan Crumpton sur la piste d'Altenberg en 2020

Nathan Crumpton parvient à obtenir sa qualification olympique en skeleton. Fait rare, ce dernier a déjà participé aux jeux olympiques de Tokyo en 2020 en athlétisme ; il est engagé sur l'épreuve du 100 m où il réalise un temps de 11,27 s mais qui ne le permet pas d'être qualifié. Il est également porte-drapeau de sa délégation. 
Crumpton réside dans l'état de l'Utah et a déjà participé à des compétitions de skeleton depuis 2012 sous les couleurs des États-Unis avec une remarquable onzième place lors de la coupe du monde 2016-2017. Pour la saison 2021-2022, il atteint la 42e place au 16 janvier 2022, suffisant pour accrocher une place (25 concurrents mais il y a des quota maximum par comité nationaux).
| Athlète         | Manche 1     | Manche 1 | Manche 2     | Manche 2 | Manche 3     | Manche 3 | Manche 4     | Manche 4 | Total        | Total |
| Athlète         | Temps        | Rang     | Temps        | Rang     | Temps        | Rang     | Temps        | Rang     | Temps        | Rang  |
| --------------- | ------------ | -------- | ------------ | -------- | ------------ | -------- | ------------ | -------- | ------------ | ----- |
| Nathan Crumpton | 1 min 2 s 06 | 22e      | 1 min 1 s 65 | 17e      | 1 min 1 s 60 | 17e      | 1 min 1 s 49 | 18e      | 4 min 6 s 80 | 19e   |